# Kuniyamuthur
Kuniyamuthur es una localidad de la India situada en el distrito de Coimbatore, en el estado de Tamil Nadu. Según el censo de 2011, tiene una población de 95 924 habitantes.